# Robert Koch

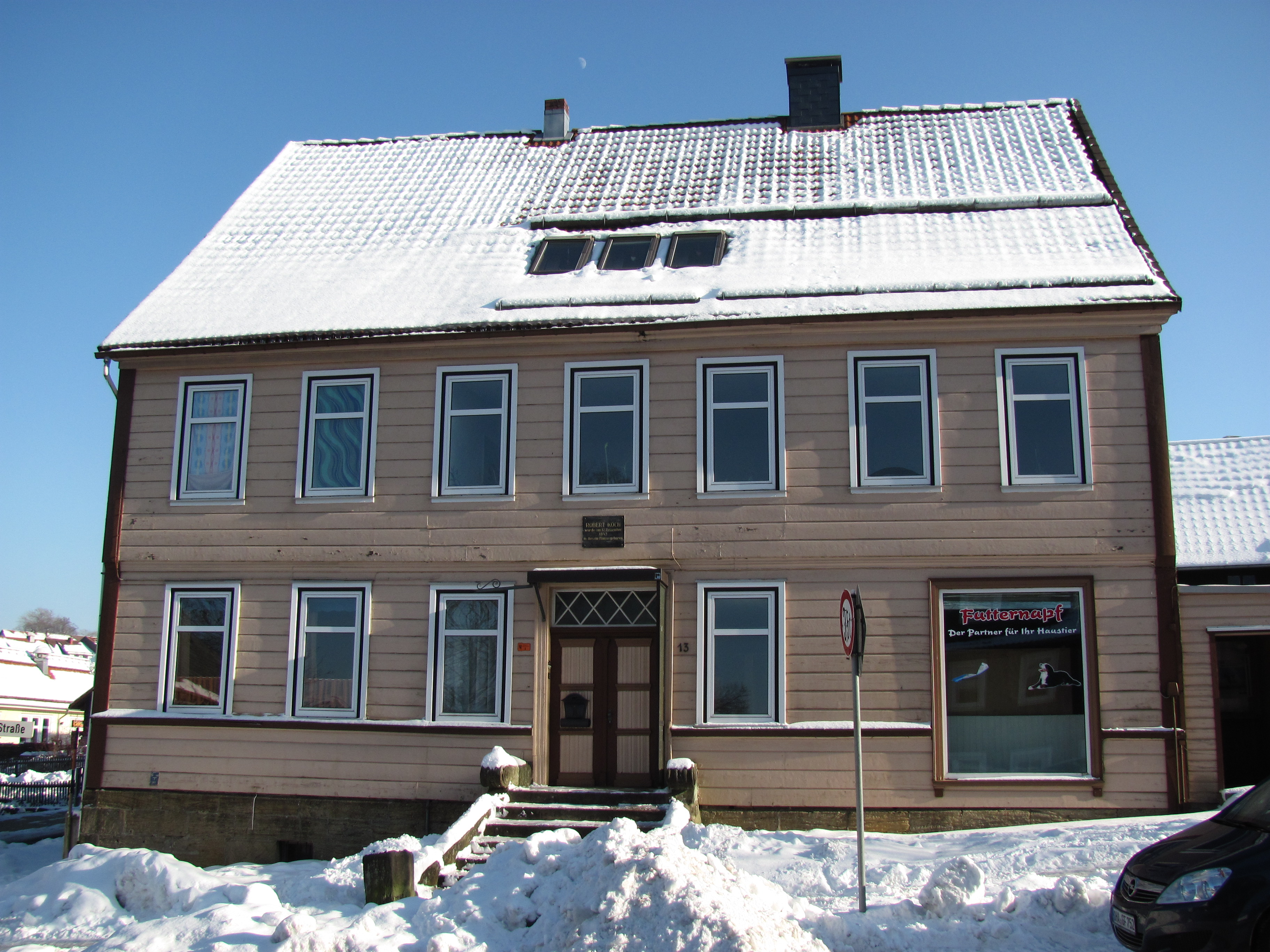
Casa natal en Clausthal en las Montañas del Harz, Alemania

Heinrich Hermann Robert Koch (audioⓘ, Clausthal, Reino de Hannover, 11 de diciembre de 1843-Baden-Baden, Gran Ducado de Baden, Imperio alemán, 27 de mayo de 1910) fue un médico y microbiólogo alemán.
Se hizo famoso por descubrir el bacilo de la tuberculosis en 1882, presentando sus hallazgos el 24 de marzo de 1882 a la Sociedad Fisiológica de Berlín, así como el bacilo del cólera en 1883 (después de otros que lo descubrieron independientemente pero no lograron dar a conocer sus descubrimientos internacionalmente) y por el desarrollo de los postulados de Koch. Es considerado uno de los fundadores de la bacteriología. Recibió el Premio Nobel de Medicina en 1905 por sus trabajos sobre la tuberculosis. Fue el primero en demostrar definitivamente, mediante experimentos científicos, que una enfermedad específica (el carbunco o ántrax) fue causada por un microorganismo específico.
El trabajo de Koch consistió en aislar el microorganismo causante de esta enfermedad y hacerlo crecer en un cultivo puro, utilizándolo para inducir la enfermedad en animales de laboratorio, en su caso la cobaya, aislando de nuevo el germen de los animales enfermos para verificar su identidad comparándolo con el germen original.
Probablemente tan importante como su trabajo en la tuberculosis sean los llamados postulados de Koch que establecen las condiciones para que un organismo sea considerado la causa de una enfermedad. Cuatro principios médicos generalizados para determinar la relación de los patógenos con enfermedades específicas. El concepto todavía se usa en la mayoría de las situaciones e influye en los principios epidemiológicos posteriores, como los criterios de Bradford Hill. Siguió una gran controversia cuando Koch descubrió la tuberculina como un medicamento para la tuberculosis que demostró ser ineficaz, pero se desarrolló para el diagnóstico de la tuberculosis después de su muerte. El día en que anunció el descubrimiento de la bacteria de la tuberculosis, el 24 de marzo, ha sido observado por la Organización Mundial de la Salud como el " Día Mundial de la Tuberculosis " todos los años desde 1982.

## Biografía
Robert Koch nació en Clausthal en las montañas del Harz un 11 de diciembre de 1843, entonces parte del reino de Hannover, como hijo de un ingeniero de minas. Luego de la guerra austro-prusiana, en 1866, esa ciudad sería parte de Prusia. Estudió medicina bajo la tutela de Friedrich Gustav Jakob Henle en la Universidad de Gotinga y se graduó en 1866. Entonces sirvió en la guerra franco-prusiana y posteriormente se convirtió en médico oficial del distrito en Wollstein (Wolsztyn), en la Prusia polaca. Trabajando con muy pocos recursos, llegó a ser uno de los fundadores de la bacteriología junto con Louis Pasteur.
A los 19 años, en 1862, Koch ingresó en la Universidad de Gotinga para estudiar ciencias naturales. Se dedicó a las matemáticas, la física y la botánica. Fue nombrado ayudante en el Museo Patológico de la universidad. Después de tres semestres, decidió cambiar su área de estudio a la medicina, ya que aspiraba a ser médico. Durante su quinto semestre en la facultad de medicina, Jacob Henle, un anatomista que había publicado una teoría del contagio en 1840, le pidió que participara en su proyecto de investigación sobre la estructura del nervio uterino. Esta investigación le valió un premio de investigación de la universidad y le permitió estudiar brevemente con Rudolf Virchow, que por aquel entonces era considerado como "el médico más renombrado de Alemania".
En su sexto semestre, Koch comenzó a investigar en el Instituto Fisiológico, donde estudió la secreción de ácido succínico, que es una molécula de señalización que también interviene en el metabolismo de la mitocondria. Esto acabaría siendo la base de su disertación. En enero de 1866, se graduó en la facultad de medicina, obteniendo honores de la máxima distinción, maxima cum laude.

## Asignatura
Tras graduarse en 1866, Koch trabajó brevemente como ayudante en el Hospital General de Hamburgo. En octubre de ese año se trasladó al Hospital de Langenhagen, cerca de Hannover, como médico general. En 1868 se trasladó a Neimegk y en 1869 a Rakwitz. Al comenzar la guerra franco-prusiana en 1870, se alistó en el ejército alemán como cirujano voluntario en 1871 para apoyar el esfuerzo bélico. Fue licenciado un año después y fue nombrado médico de distrito (Kreisphysikus) en Wollstein, en la prusiana Posen (actualmente Wolsztyn, Polonia). Cuando su familia se instaló allí, su mujer le regaló un microscopio por su cumpleaños. Con el microscopio, montó un laboratorio privado y comenzó su carrera en microbiología.
Koch comenzó a realizar investigaciones sobre microorganismos en un laboratorio conectado a su sala de examen de pacientes. Sus primeras investigaciones en este laboratorio dieron lugar a una de sus principales contribuciones al campo de la microbiología, ya que desarrolló la técnica de cultivo de bacterias. Además, consiguió aislar y cultivar patógenos seleccionados en un cultivo puro de laboratorio. Su descubrimiento del bacilo del ántrax (más tarde denominado Bacillus anthracis) impresionó enormemente a Ferdinand Julius Cohn, profesor de la Universidad de Breslavia (actual Universidad de Wrocław), quien le ayudó a publicar el descubrimiento en 1876. Cohn había creado el Instituto de Fisiología Vegetal e invitó a Koch a demostrar allí su nueva bacteria en 1877. Koch fue trasladado a Breslau como médico de distrito en 1879. Un año después se marchó a Berlín al ser nombrado asesor gubernamental en la Oficina Imperial de Salud, donde trabajó de 1880 a 1885. Tras su descubrimiento de la bacteria de la tuberculosis, fue ascendido a Geheimer Regierungsrat, un alto cargo ejecutivo, en junio de 1882.
En 1885, Koch recibió dos nombramientos como administrador y profesor en la Universidad de Berlín . Se convirtió en Director del Instituto de Higiene y Catedrático (Profesor de Higiene) de la Facultad de Medicina. En 1891, renunció a su cátedra y se convirtió en director del Real Instituto Prusiano de Enfermedades Infecciosas (ahora el Instituto Robert Koch), que constaba de una división clínica y camas para la división de investigación clínica. Para ello aceptó duras condiciones. El Ministerio de Sanidad de Prusia insistió tras el escándalo de 1890 con la tuberculina, que Koch había descubierto y pensado como un remedio para la tuberculosis, que cualquiera de los inventos de Koch pertenecería incondicionalmente al gobierno y no sería compensado. Koch perdió el derecho a solicitar la protección de patentes. En 1906, se mudó al este de África para investigar una cura para la tripanosomiasis (enfermedad del sueño). Estableció el campo de investigación Bugula donde hasta 1000 personas al día fueron tratadas con la droga experimental Atoxyl.
Después de que Casimir Davaine demostrara la transmisión directa del bacilo del carbunco (también llamado ántrax) entre las vacas, Koch estudió con profundidad esta enfermedad. Inventó métodos para extraer el bacilo de las muestras de sangre y hacerlo crecer en cultivos puros. Descubrió que, mientras que era incapaz de sobrevivir durante periodos largos en el exterior del huésped, podía crear endosporas que sí podían hacerlo. También descubrió el agente causante de la enfermedad del carbunco.
Esas endosporas, incrustadas en el suelo, eran la causa de los inexplicables brotes "espontáneos" de ántrax. Koch publicó sus descubrimientos en 1876 y fue premiado con un trabajo en la Oficina Imperial de Sanidad en Berlín en 1880. En 1881, promovió la esterilización de los instrumentos quirúrgicos mediante el calor.
En Berlín mejoró los métodos que había usado en Wollstein, incluyendo las técnicas de tinción y purificación y los medios de crecimiento bacteriano, como las placas de agar (gracias al consejo de Angelina y Walther Hesse) y la placa de Petri (llamada así por su inventor, su ayudante Julius Richard Petri). Estos dispositivos aún se utilizan actualmente. Con estas técnicas, fue capaz de descubrir la bacteria causante de la tuberculosis (Mycobacterium tuberculosis) en 1882 (anunció el descubrimiento el 24 de marzo). La tuberculosis era la causa de una de cada siete muertes a mitad del siglo XIX.
En 1883, Koch trabajó en un equipo de investigación francés en Alejandría, Egipto, estudiando el cólera. También trabajó en la India, donde aisló e identificó la bacteria vibrio que causaba el cólera. La bacteria había sido aislada previamente por el anatomista italiano Filippo Pacini en 1854, aunque su trabajo había sido ignorado por la presencia de la teoría miasmática de la enfermedad, en el mismo año también fue descrito por el catalán Joaquim Balcells i Pascual y en 1856 probablemente por los dos portugueses António Augusto da Costa Simões y José Ferreira de Macedo Pinto. Koch desconocía el trabajo de Pacini e hizo su descubrimiento independientemente, y su gran preeminencia permitió que el descubrimiento fuera difundido más ampliamente para el beneficio general. Sin embargo, en 1965 la bacteria fue renombrada Vibrio cholerae (Pacini, 1854).
En 1885, fue nombrado profesor de higiene en la Universidad de Berlín, y en 1891 se convirtió en Profesor Honorario de la Facultad de Medicina y director del Instituto Prusiano de Enfermedades Infecciosas (renombrado como Instituto Robert Koch en su honor), una posición a la que renunció en 1904. Comenzó a viajar por todo el mundo, estudiando enfermedades de África, donde estuvo en el instituto dirigido por Franz Stuhlmann, India y Java. Visitó en Mukteshwar lo que ahora se llama Instituto de Investigación Veterinaria India (IVRI, Indian Veterinary Research Institute en inglés), a petición del Gobierno de la India para investigar una plaga en el ganado. El microscopio que usó durante este periodo se conserva en el museo mantenido por el IVRI.

### Postulados de Koch
Probablemente tan importante como su trabajo en la tuberculosis, por el que fue galardonado con el Premio Nobel en 1905, son los postulados de Koch, que afirman que para establecer que un organismo sea la causa de una enfermedad, este debe:
- Estar presente en todos los casos en pacientes  en los que se examine la enfermedad, y ausente en organismos sanos.
- Debe poder ser aislado de un individuo con la enfermedad y preparado y mantenido en un cultivo puro.
- Tener la capacidad de producir la misma infección original en individuos sanos, después de varias generaciones en un cultivo.
- Poder inocularse en animales y ser cultivado de nuevo.

Los pupilos de Koch descubrieron los organismos responsables de la difteria, el tifus, la neumonía, la gonorrea, la meningitis cerebroespinal, la lepra, la peste pulmonar, el tétanos y la sífilis, entre otros, usando sus métodos.

### Fallecimiento
Murió el 27 de mayo de 1910 por un ataque al corazón en Baden-Baden, a la edad de 66 años.

## Eponimia
Astronomía

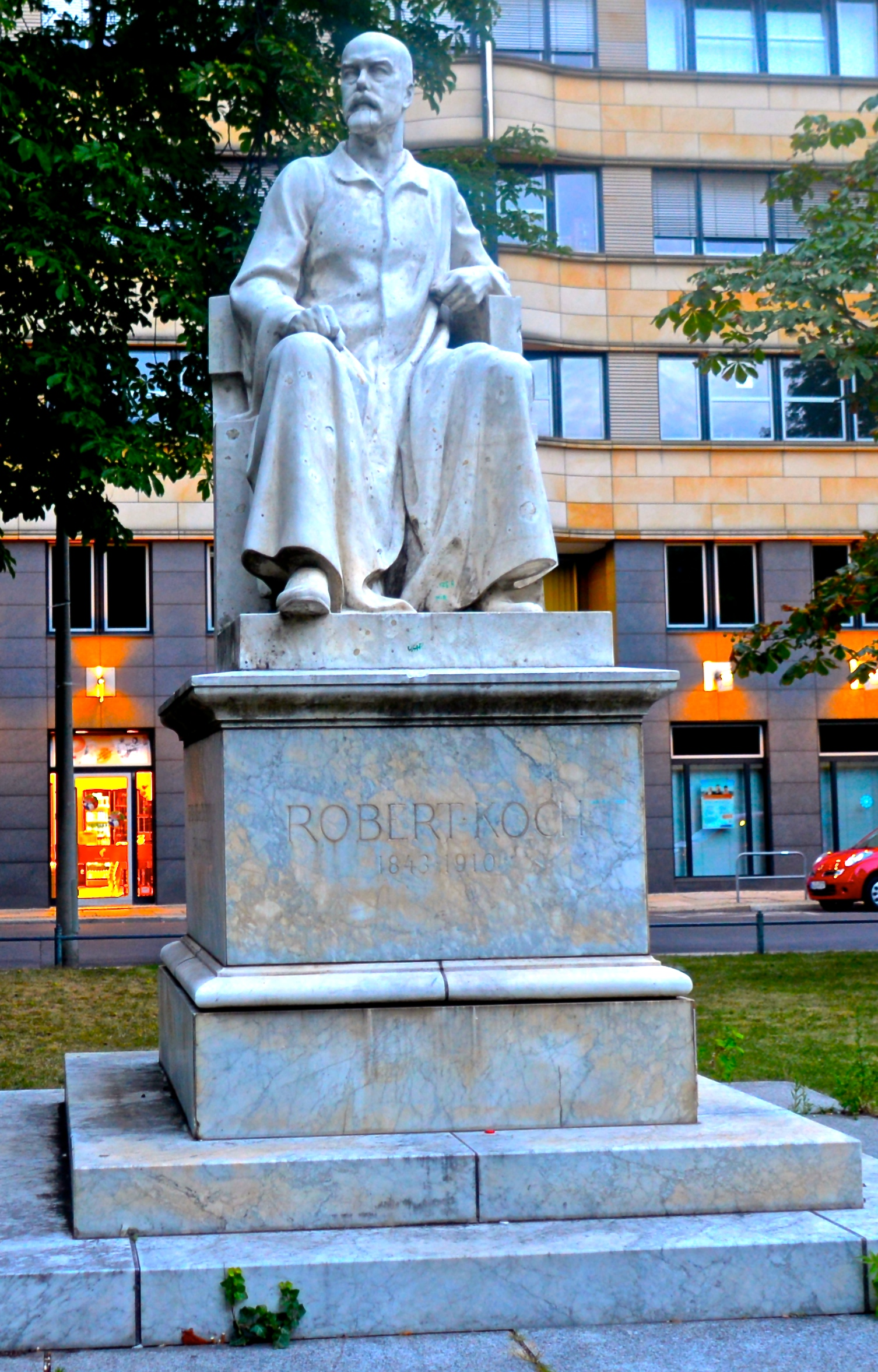
Estatua de Robert Koch en la Plaza Robert Koch en Berlín.

- El cráter lunar Koch lleva este nombre en su memoria.
- El asteroide (10847) Koch también conmemora su nombre.